# TOWER 535

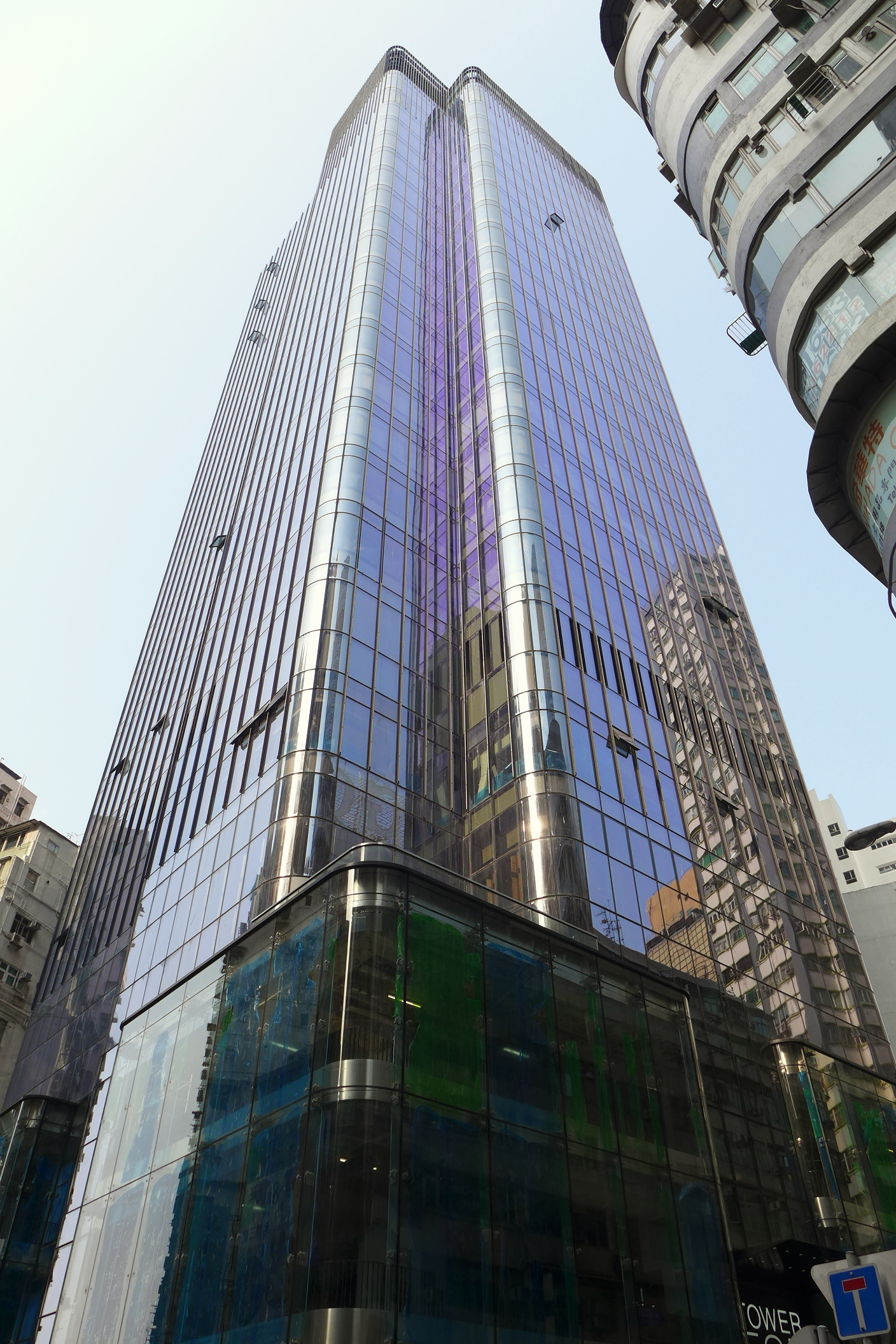
TOWER 535外貌（2016年3月）

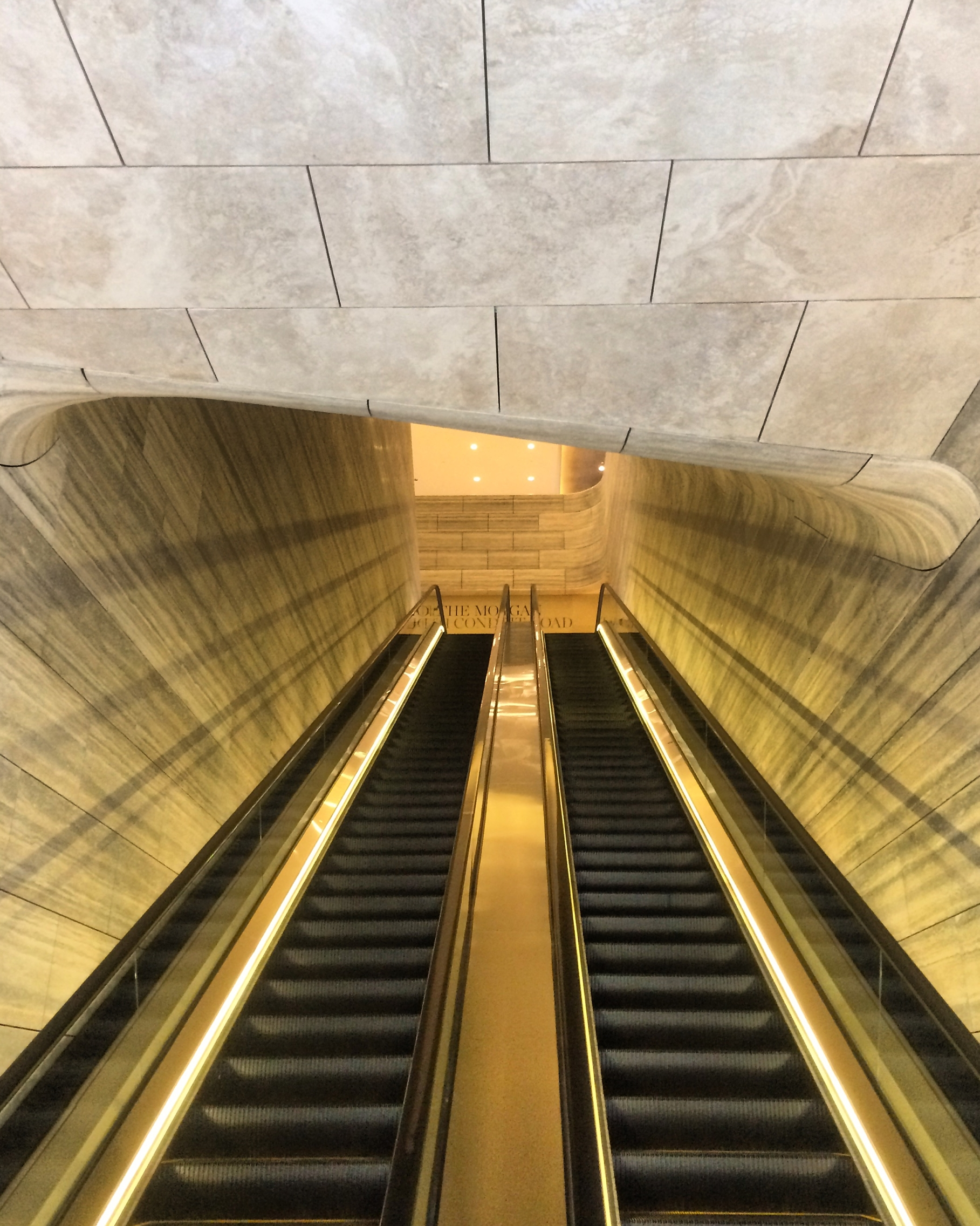
TOWER 535入口

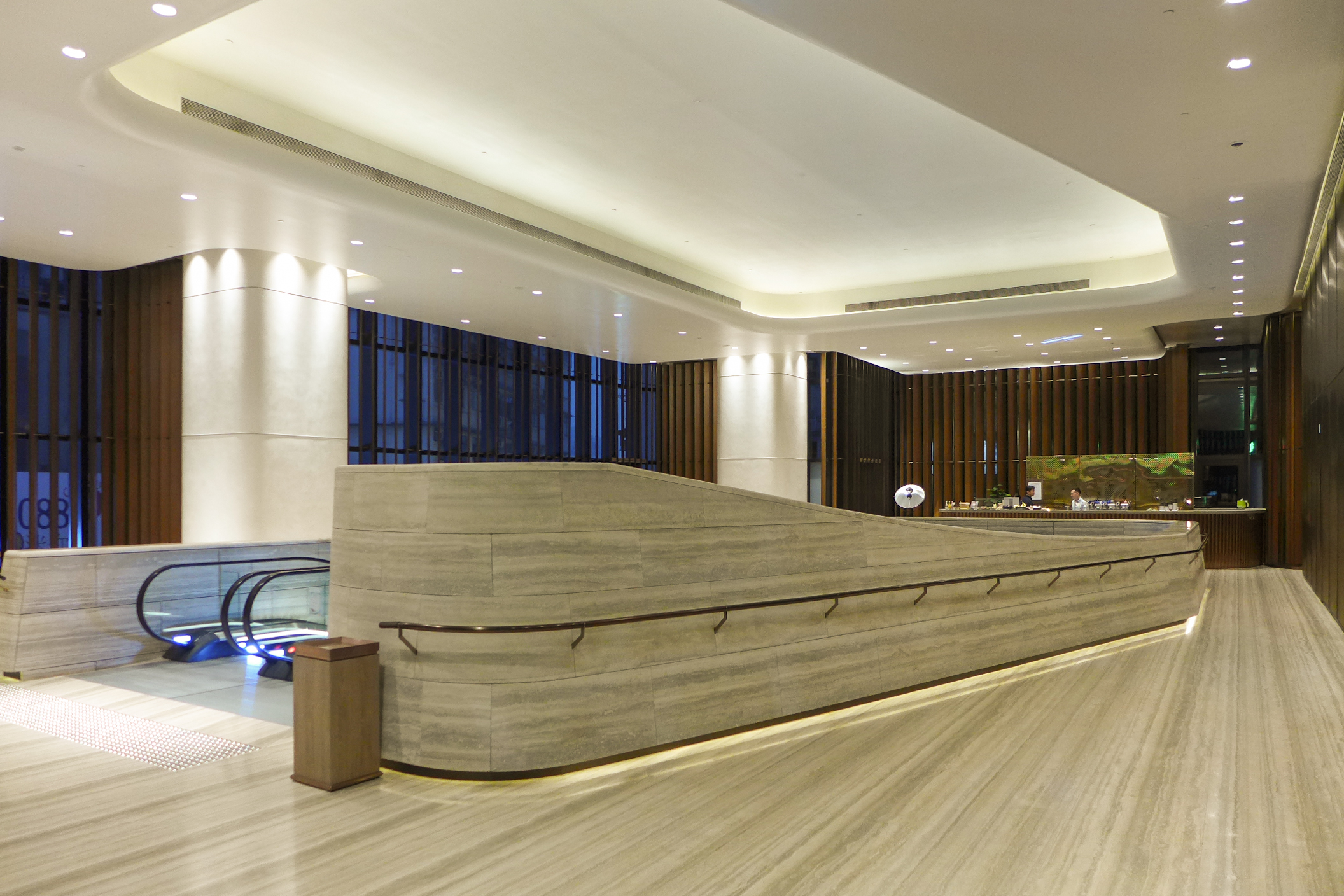
TOWER 535位於3樓的大堂

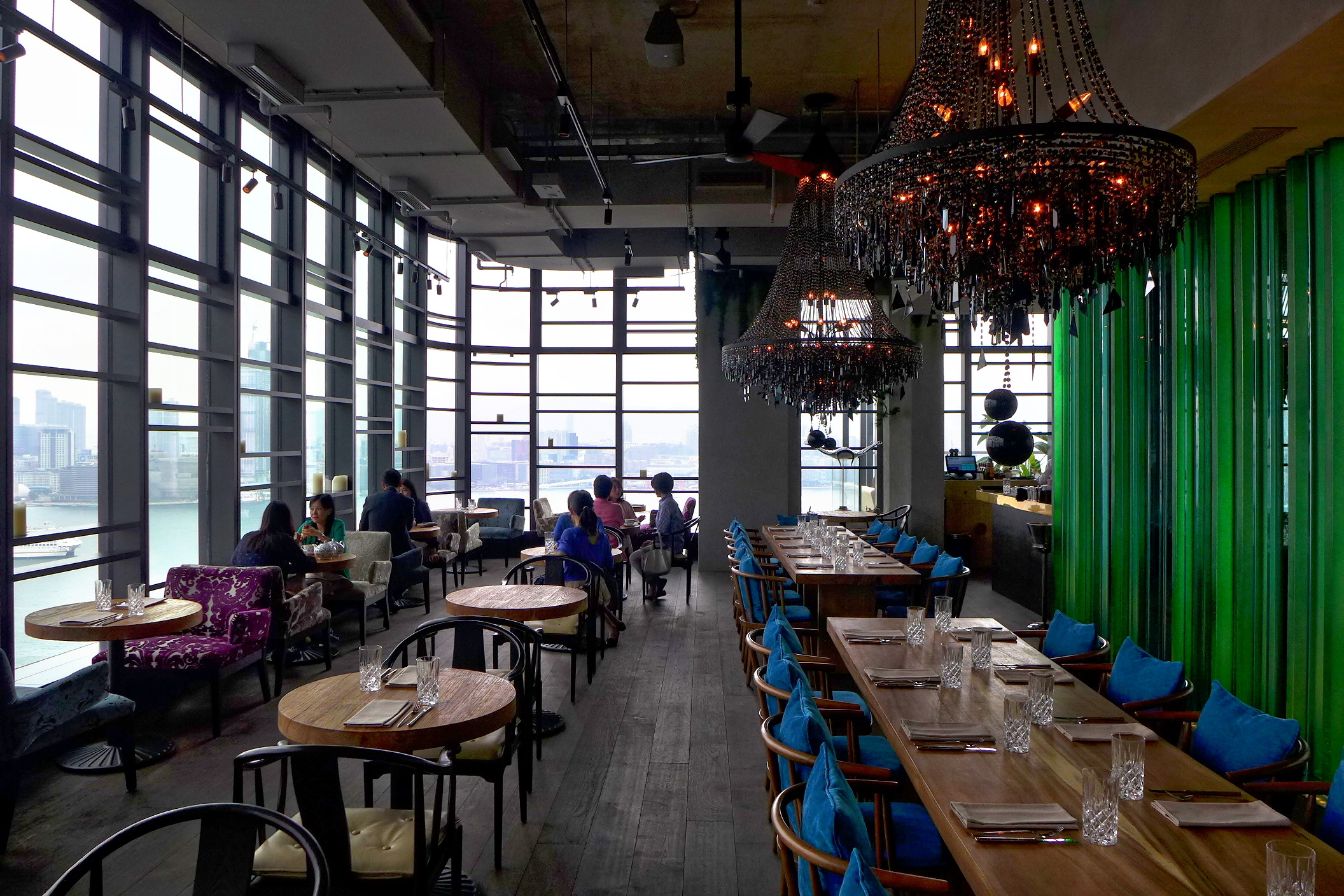
TOWER 535 25樓頂層設餐廳Seafood Room，不過在2017年7月突然結業

TOWER 535是由甲級寫字樓及零售組成的建築，位於香港香港島銅鑼灣謝斐道535號。大廈共25層，原址前身為總統商場及中央樓，由私募基金豐泰地產投資約40億元，於2012年至2015年發展，到2016年5月8日正式開幕。大廈於2015年8月獲韓國韓國基金洽購5成業權，估計涉資約35億港元。

## 設計
大廈由SOM建築設計事務所及呂元祥建築師事務所設計，並採用「無柱式」設計，以增加空間感。3樓大堂外設庭園。大樓採用偏置式核心結構，偏移部分主要設施；加上3條主要直柱位於周邊，令寫字樓格外寬敞開揚，空間運用靈活自主。大廈幕牆配置平面及弧形隔層中空玻璃，提升隔熱效能，更令室內外視線無阻，盡覽無邊海景。

## 租戶
大廈樓高25層，總建築樓面面積為270,473方呎，地庫至3樓提供四層零售樓面，租戶包括全球航拍品牌大疆創新，租用面積約10,000平方呎的3層地舖作為香港首家旗艦店，於2016年第3季開業。到2021年8月15日正式結業。
到2019年1月，日本人氣班戟店gram以月租30萬元承租面積2787方呎樓面。而新晉餐飲品牌THE FOOD Story以月租約30萬承租地庫面積5011方呎樓面。
辦公室樓層有16層，主要預留予美容及健康生活等租客，呎租約50至60港元。最大租戶為跨國虛擬辦公室公司WeWork承租項目8層寫字樓，涉及9萬平方呎。而7樓及8樓全層約2.3萬平方呎樓面獲健身中心Fitness First承租，呎租約60元，於2016年6月13日開業。25樓設阿一海景飯店及酒吧炊公館。26樓頂層為Bulldozer Group's 首間於香港開設的餐廳Seafood Room，佔他8,000呎樓面連2,000呎天台，不過在2017年7月突然結業。
下列為TOWER 535部分租戶樓層分佈：
- 5樓：香港日本人俱樂部 - 餐廳
- 7樓：仁輝內視鏡及日間醫療中心 - 醫思健康535醫療中心
- 8樓：博思醫學診斷中心 - 銅鑼灣
- 9樓：香港日本人俱樂部 - 辦公室、會議室、圖書室及教室
- 10樓：時富金融服務財富管理中心–銅鑼灣（1001B室）、美因醫學美容中心（1002B室）
- 11-12樓：共享工作空間IWG旗下品牌Spaces[9]
- 18樓：Preface Holdings Limited
- 19樓：建築設計公司 BENOY[10]
- 20樓：K.O. Party
- 25樓：棽粵，面積約11,665平方呎，成交月租約70萬元，呎租約60元

## 建築圖像

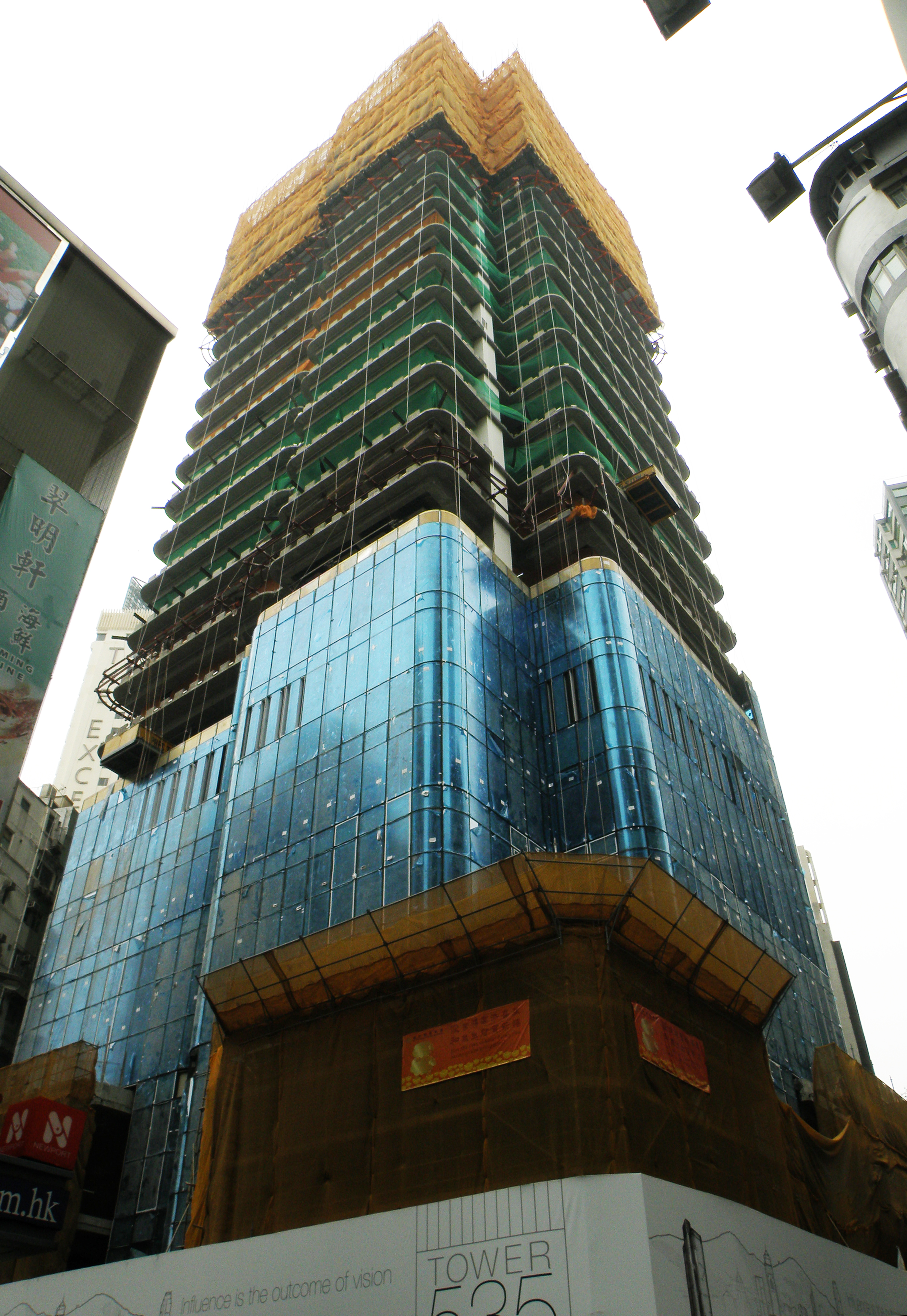
2015年2月
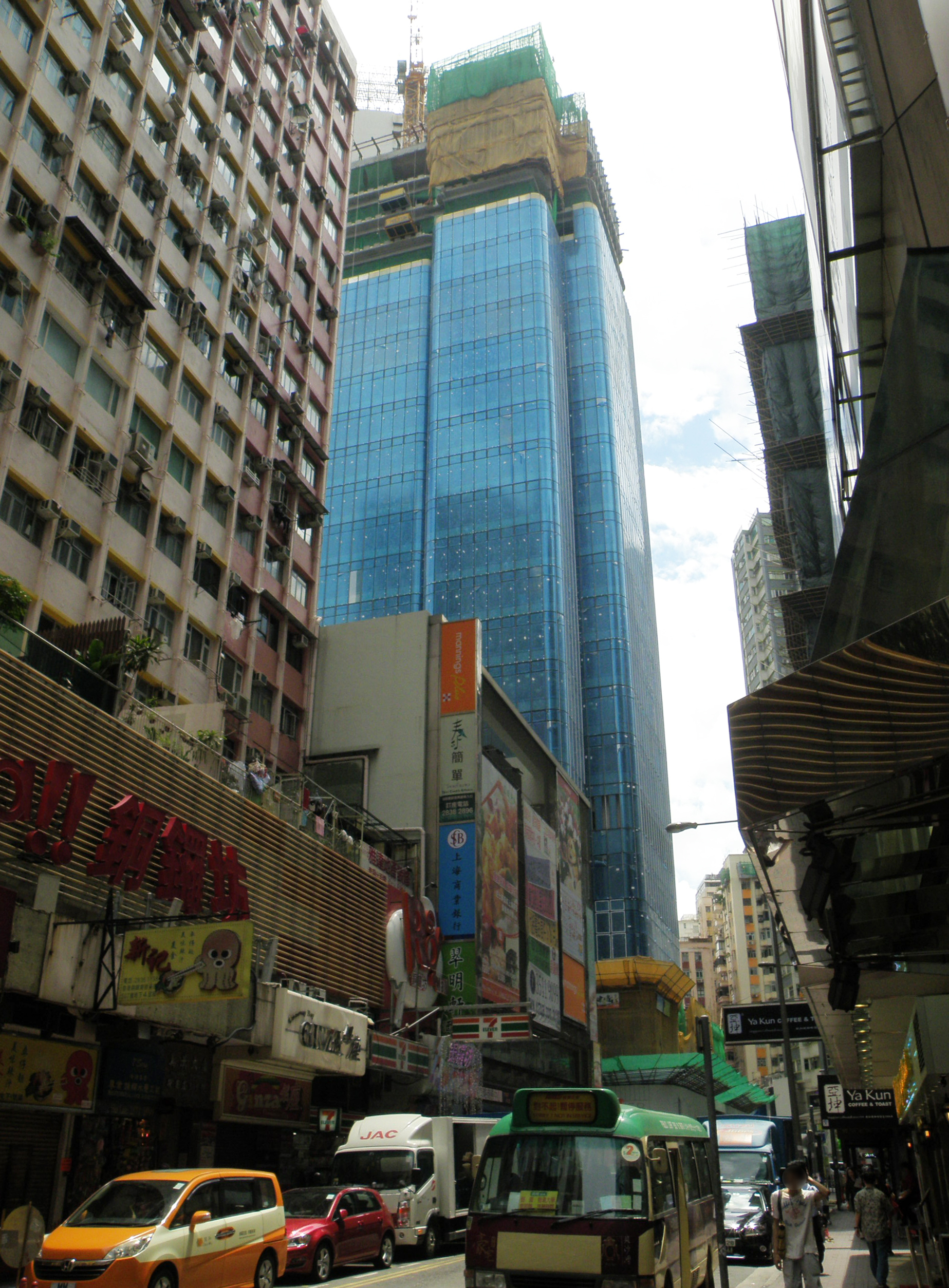
2015年5月
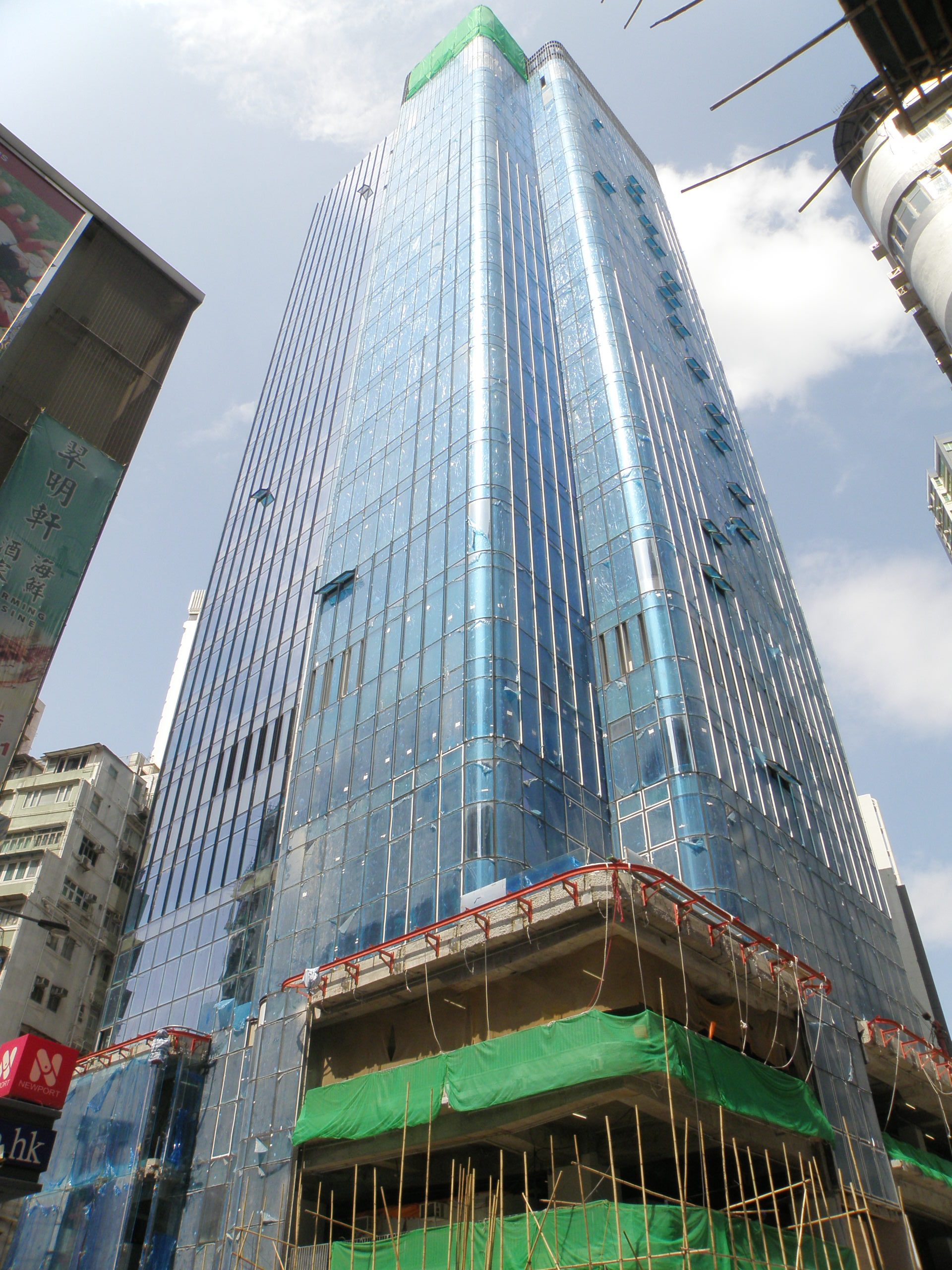
2015年8月
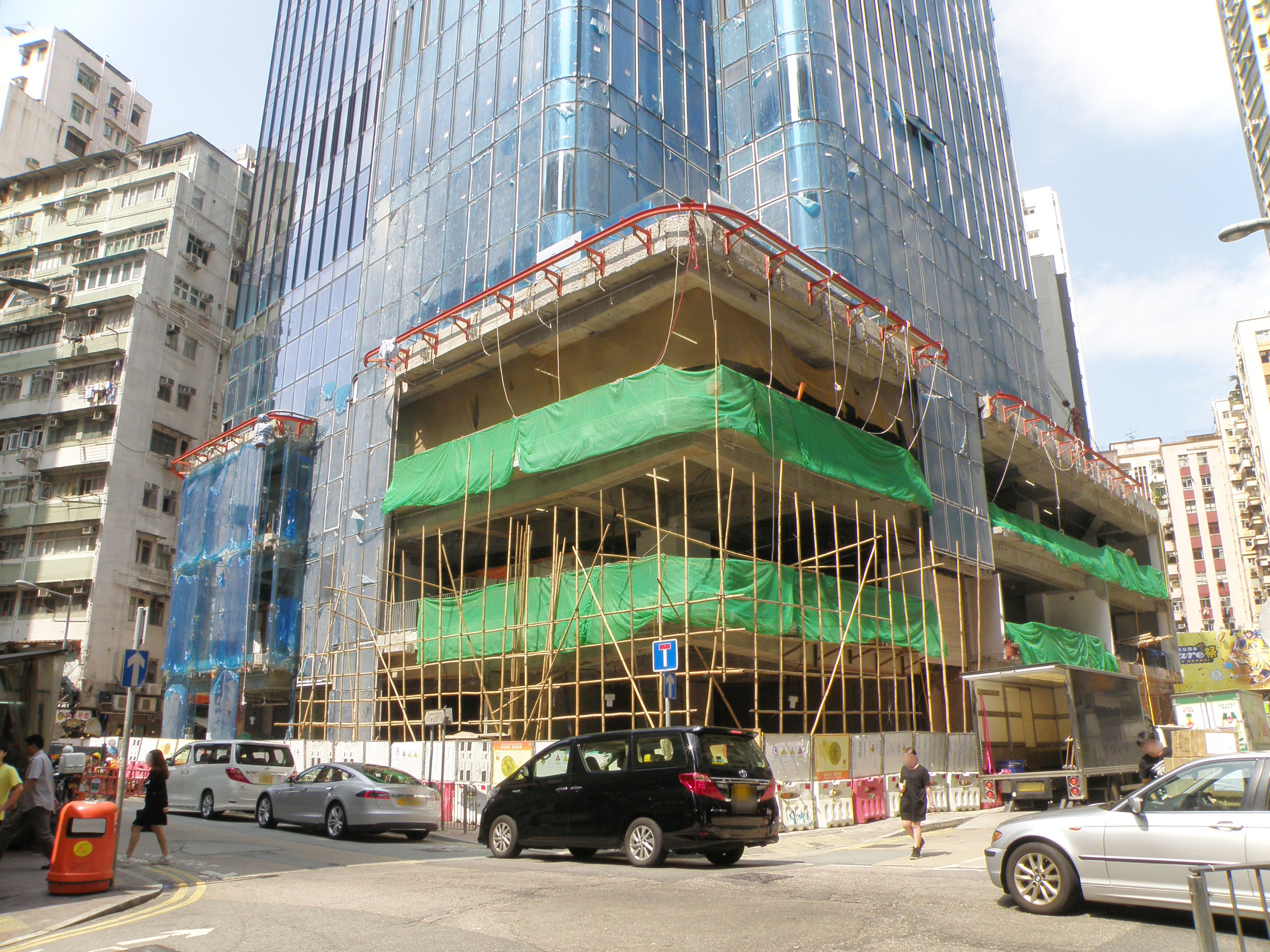
2015年8月，基座

## 鄰近
- 世貿中心
- 中糧大廈
- 東角中心
- 信和廣場

## 相關
- 總統商場

## 外部連結
- TOWER 535 （页面存档备份，存于）